# تقاسم الأرباح والخسائر
تقاسم الأرباح والخسائر (بالإنجليزية: PLS (Profit and Loss Sharing أو ما يعرف بالبنكية التشاركية (بالإنجليزية: Participatory Banking)، طريقة تمويل تستعمل من قبل المؤسسات المالية الإسلامية أو المؤسسات الممتثلة للشريعة الإسلامية لتتماشى مع الحظر الديني المفروض على فائدة القروض والتي يمتثل لها أغلب المسلمين. تشير الكثير من المصادر إلى وجود نوعين من تقاسم الأرباح والخسائر والمستعملة من قبل البنوك الإسلامية وهما: المضاربة)التمويل المعتمد على وصي أو عقد شراكة سلبي) والمشاركة (عقد مشاركة في الأسهم). تُضمَن بعض المصادر أنوعاً أخرى من تقاسم الأرباح والخسائر مثل الصكوك (تسمى أيضاً بـ«القيود الإسلامية») والاستثمارات المباشرة في رأس المال (كما في شراء الأسهم العادية في البورصة).
الأرباح والخسائر المتقاسمة في نظام تقاسم الأرباح والخسائر هي تلك التابعة لمؤسسة تجارية أو لشخص حصل على رأس المال من المصرف الإسلامي أو المؤسسة المالية (لا تُستخدم المصطلحات «دَين»، «اقتراض»، «قرض»، و«مُقرض»). عند سداد التمويل، يأخذ مزود رأس المال نسبة متفق عليها مسبقاً من الأرباح (أو يقوم بخصم نسبة معينة في حال وجود خسائر) مع المبلغ الأساسي المعطى. على عكس المصرف التقليدي، لا يتم استقطاع نسبة ثابتة من الأرباح مع المبلغ الأساسي للقرض. وكذلك -وعلى عكس النظام المصرفي التقليدي- يقوم المصرف الذي يعمل بنظام تقاسم الأرباح والخسائر مقام شريك في رأس المال (في نظام المضاربة الخاص بتقاسم الأرباح والأموال) والذي يعمل كوسيط بين المودع من جهة وبين رائد الأعمال أو المقترض من جهة أخرى. القصد من وراء هذا النظام هو تعزيز «فكرة المشاركة في تعامل تجاري مدعوم بأصول حقيقية، للانتفاع من الأموال المعرضة للخطر على أساس تقاسم الأرباح والخسائر».
تقاسم الأرباح والخسائر هو أحد "الفئتين الأساسيتين" في التمويل الإٍسلامي، والفئة الأخرى هي "العقود القائمة على الدَين" مثل المرابحة، والاستصناع، والسَلَم، والإجارة، والتي تشتمل على شراء وإجارة السلع أو الأصول والخدمات على أساس العائد الثابت". وبينما كان يأمل المروجون الأوائل للمصرفية الإسلامية (مثل محمد نجاة الله صديقي) بأن يكون تقاسم الأرباح والخسائر هو الأسلوب الأساسي للتمويل الإسلامي، فقد فاق استعمال التمويل ذي العائد الثابت نظام تقاسم الأرباح والخسائر بشكل كبير في قطاع التمويل الإسلامي.

## خلفية
اقترح أحد رواد المصرفية الإسلامية، محمد نجاة الله صديقي، نموذجاً ذا مستويين معتبراً إياه الأساس للمصرفية اللا ربوية، والذي يكون النمط الأساسي له هو المضاربة، مدعماً بعدد من نماذج العائد الثابت كالمرابحة، والإجارة، والسَلَم (سلف نقدية لشراء المنتجات الزراعية)، والاستصناع (سلف نقدية لصناعة الأصول)، إلخ. أصبحت نماذج العائد الثابت -وبالأخص نموذج المرابحة- هي المفضلة للمصرف في الحياة العملية، فقد اتضح أن التمويل طويل الأمد والمُعتمد على آليات تقاسم الأرباح والخسائر ينطوي على خطورة وتكلفة أكثر من الإقراض طويل أو متوسط الأمد الذي توفره المصارف التقليدية.

### المضاربة
المضاربة أو «تقاسم الأرباح والخسائر مع رأس المال الاستثماري»، هو شراكة أو عقد تمويل مبني على الثقة (على غرار نظيره الغربي المعروف بالشراكة العامة والمحدودة) والتي يقوم فيها أحد الشركاء (رب المال أو «الشريك أو الممول الصامت») بإعطاء مبلغ من المال لشريك آخر (مضارِب أو «شريك عامل»(للاستثمار في مشروع تجاري. يقوم طرف رب المال بتأمين 100% من رأس المال ويقدم طرف المضارب معرفته المتخصصة لاستثمار رأس المال وإدارة المشروع الاستثماري. تتم مشاركة الأرباح المتولدة من هذا المشروع بين الأطراف وفقاً لنسبٍ اتُّفق عليها مسبقاً. في حال حصول خسارة، يخسر رب المال رأس ماله، ويخسر المضارب الوقت والجهد الذي استثمره في المشروع. يتقاسم الطرفان الأرباح عادةً بنسبة 50% - 50% لكل من رب المال والمضارب أو 60% لرب المال و40% للمضارب.
بالإضافة إلى ذلك، فالمضاربة هي عملية استثمارية يُقدّم فيها المصرف رأس المال المُخاطر لرائد أعمال يُقدم عمالةً ممولةً ما يضمن تقاسم الأرباح والمخاطر. تعكس الاتفاقيات التشاركية من هذا النوع رؤية الإسلام والتي تنص على عدم تحمل كافة مخاطر وتكاليف الخسارة من قبل الشخص المُقترض، وهذا يؤدي إلى توزيع متكافئ للدخل ما يساهم في منع المقرض من احتكار الاقتصاد.
يعتقد المسلمون أن خديجة زوجة نبي الإسلام محمد استخدمت عقد مضاربة مع زوجها في حملاته التجارية في شمال الجزيرة العربية؛ إذ ساهمت خديجة برأس المال وساهم محمد في العمالة وتنظيم الأعمال.
تستخدم عقود المضاربة في عملية الإقراض بين المصارف. يتفاوض المصرف المُقترض مع المصرف المُقرض حول نسب تقاسم الأرباح والخسائر وقد تكون العقود قصيرة الأمد كالمدة بين ليلة وضحاها أو قد تطول لتصل إلى سنة.
قد تكون عقود المضاربة مقيدة أو مطلقة
- في المضاربة المقيدة، يجوز لرب المال تحديد عمل تجاري معين للمضارب، وفي هذه الحالة يجب على المضارب استثمار المال في ذلك العمل التجاري المحدد فقط. بالنسبة لصاحب الحساب، يمكن لعقد المضاربة المقيدة منح صلاحية للمؤسسات التي تقدم خدمات مالية إسلامية لاستثمار أموالها بناء على عقود مضاربة أو عقود وكالة مع إمكانية وضع قيود محددة حول مكان، وكيفية، ولأي غرض يتم استثمار هذه الأموال. بالنسبة لعميل المصرف فسيتم الاحتفاظ بهذه الأموال في «صناديق الاستثمار» بدلاً من «حسابات الاستثمار».[13]
- في المضاربة المطلقة، يسمح رب المال للمضارب بالشروع بأي عمل تجاري يريده وبهذا فهو يمنحه صلاحية استثمار المال في أي عمل تجاري يراه مناسباً. بالنسبة لصاحب الحساب يتم استثمار الأموال دون أي قيود مبنية على عقود المضاربة أو الوكالة، وقد تمزج المؤسسة أموال المستثمرين مع أموالها الخاصة وتستثمرها جميعاً تحت محفظة مالية مجمعة، حيث تذهب الأرباح إلى «حسابات الاستثمار» بدلاً من «صناديق الاستثمار».[14]

تُقسم عقود المضاربة أيضاً إلى عقود أحادية أو ثنائية المستوى.
- أغلب عقود المضاربة هي من نوع أحادي المستوى أو عقود بسيطة والتي يتعامل فيها العميل أو المودع مع المصرف وليس مع رائد الأعمال الذي يستخدم الأموال المستثمرة.
- في المضاربة ثنائية المستوى، يعمل المصرف كوسيط بين المودع ورائد الأعمال المزوِّد بالتمويل. يُستخدم النظام ثنائي المستوى عند عدم قدرة المصرف على العمل كمستثمر أو عدم امتلاكه الخبرة الكافية للعمل كمدير للأموال.[15]

يوجد نوع آخر من المضاربة ثنائية المستوى تسببت ببعض الشكوى والتي استبدلت نظام تقاسم الأرباح والخسائر بين المودع والمصرف بتقاسم الأرباح فقط محملةً مسؤولية الخسائر كلها على عاتق المودع. فبدلاً من كون المصرف والمودعين مُلاكاً لرأس المال (رب المال)، ورائد الأعمال هو المضارب، أصبح المصرف ورائد الأعمال مضاربين، وإن كانت هناك أي خسائر بعد الوفاء بالنفقات العامة والتشغيلية، فتتم إحالتها إلى المودعين. وصف أحد النقاد (إبراهيم وردة) هذا ’بالخطر الأخلاقي الإسلامي’ والذي يسمح للمصارف ’بخصخصة الأرباح وإشاعة الخسائر’.
شكك ناقدٌ آخر، محمد عبد المقتدر خان، بالأساس المنطقي لنزاهة المضاربة بالنسبة للمضارب. فبدلاً من كون الإقراض ذي الفائدة الثابتة غيرَ منصف لرائد الأعمال أو المٌقترض، يتساءل خان ما إذا كان من غير المنصف لرب المال «الحصول على عائد فقط إذا كان المشروع مربحاً»، فقد أدّى دوره بمساهمته بالتمويل اللازم لجعل الاستثمار ممكناً، في حين أن أفعال رائد الأعمال أو المُقترض كإلهامه، وكفاءته، واجتهاده، ونزاهته، إلخ. لها تأثيرٌ أعظم فيما إذا كان الاستثمار مربحاً أم خاسراً.